# Sidney van den Bergh
Sidney van den Bergh (Wassenaar, 20 maggio 1929) è un astronomo canadese di origine olandese.

## Carriera
Si è laureato prima all'Università di Princeton nel 1950, poi all'Università statale dell'Ohio nel 1952, e infine all'Università Georg-August di Gottinga nel 1956. Svolse la prima parte della sua carriera presso l'Osservatorio Dunlap dell'Università di Toronto, in seguito si trasferì come direttore all'Dominion Astrophysical Observatory, situato nella Columbia Britannica in Canada. È stato presidente della Società Astronomica Canadese e vicepresidente dell'Unione Astronomica Internazionale. Compilò un catalogo astronomico di nebulose a riflessione, il Catalogo van den Bergh oltre a stilare una sua classificazione per le galassie normali e una per le galassie attive.
Ha scoperto la galassia Andromeda II e la cometa C/1974 V1 (van den Bergh). In suo onore l'asteroide 1973 ST1 è stato chiamato 4230 van den Bergh.

## Riconoscimenti
- Henry Norris Russell Lectureship (1990)
- Killam Prize (1990)
- Carlyle S. Beals Award (1998)
- Bruce Medal (2008)